# كريس ألكيد
كريس ألكيد (بالإنجليزية: Chris Alcaide)‏ هو ممثل أمريكي، ولد في 23 أكتوبر 1922 في يونغزتاون في الولايات المتحدة، وتوفي في 30 يونيو 2004 في بالم سبرينغس في الولايات المتحدة بسبب سرطان الرئة.

## وصلات خارجية
- كريس ألكيد على موقع IMDb (الإنجليزية)
- كريس ألكيد على موقع ألو سيني (الفرنسية)
- كريس ألكيد على موقع تيرنر كلاسيك موفيز (الإنجليزية)
- كريس ألكيد على موقع تيرنر كلاسيك موفيز (الإنجليزية)
- كريس ألكيد على موقع أول موفي (الإنجليزية)
- كريس ألكيد على موقع قاعدة بيانات الأفلام السويدية (السويدية)
- كريس ألكيد على موقع إن إن دي بي (الإنجليزية)
- كريس ألكيد على موقع قاعدة بيانات الفيلم (الإنجليزية)
- كريس ألكيد على موقع كينوبويسك (الروسية)